# Leo Honkala
Leo Honkala (Oulu, Finlandia, 8 de enero de 1933-17 de mayo de 2015) fue un deportista finlandés especialista en lucha grecorromana donde llegó a ser medallista de bronce olímpico en Helsinki 1952.

## Carrera deportiva
En los Juegos Olímpicos de 1952 celebrados en Helsinki ganó la medalla de bronce en lucha grecorromana estilo peso mosca, tras el luchador soviético Boris Gurevich (oro) y el italiano Ignazio Fabra (plata).